# Un mandarino per Teo (film)
Un mandarino per Teo è un film del 1960 diretto da Mario Mattoli.
La pellicola è la versione cinematografica dell'omonima commedia musicale di Garinei e Giovannini.

## Trama
Il giovane Teo fa la comparsa a Cinecittà. Una sera viene avvicinato da due misteriosi individui, che gli fanno una strana proposta: premendo un campanello potrà causare la morte istantanea di un mandarino cinese, a lui del tutto sconosciuto, ma dal quale potrà ereditare contestualmente la somma esorbitante di un miliardo di lire. A Teo la scelta se premere il campanello oppure rinunciare.
Teo preme il campanello e così dopo tre settimane un notaio gli annuncia l'eredità del mandarino morto, anticipandogli due milioni sull'unghia. All'inizio Teo se la spassa, trascurando la sua fidanzata Rosanella e la famiglia della ragazza, che lo ospita.
Inizia però a prendere coscienza di quello che ha fatto, e alla fine deve rimettere insieme i due milioni da ridare al notaio, che è in realtà il diavolo, per chiudere la questione.

## Produzione

### Cast
Inizialmente il ruolo di Ignazio Fumoni nel film avrebbe dovuto essere affidato a Mario Riva, ma dopo la sua prematura scomparsa fu sostituito da Riccardo Billi suo amico e sodale negli spettacoli.

## Versione televisiva
La commedia è stata proposta sul piccolo schermo in una versione curata da Pietro Garinei e Sandro Giovannini. Questa versione televisiva, andata in onda in due puntate nel 1971, è interpretata da Gino Bramieri, Arnoldo Foà, Ave Ninchi, Milva, Toni Ucci e Carlo delle Piane.